# Cryphia idonea
Cryphia idonea là một loài bướm đêm trong họ Noctuidae.